# Stefano Sommier

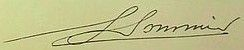
Autografo di Stefano Sommier

Stefano Sommier, nome completo Carlo Pietro Stefano Sommier (Firenze, 20 maggio 1848 – Firenze, 3 gennaio 1922), è stato un botanico, geografo e antropologo italiano di origine francese, noto soprattutto per i suoi viaggi scientifici in Italia, Scandinavia e Russia nonché per le sue raccolte botaniche.

## Biografia
Nato a Firenze il 20 maggio 1848 da genitori francesi, Stefano Sommier si interessò fin dalla giovinezza alla botanica, alla geografia e all'antropologia ed ebbe contatti con importanti scienziati quali Aleksandr Herzen, Paolo Mantegazza, Émile Levier, Enrico Giglioli, Odoardo Beccari, determinanti per i suoi studi e compagni dei suoi futuri viaggi di esplorazione. Di salute cagionevole e con rilevati problemi alla vista, riuscì comunque a coltivare gli studi botanici con l'aiuto della sorella maggiore Berta e grazie all'interessamento del grande botanico Filippo Parlatore. Nel 1869 ottenne la cittadinanza italiana e nella primavera del 1870 dette inizio alla sua attività di ricerca sul campo, prima con il viaggio sul Monte Argentario e poi, sempre nel medesimo anno, in Valtellina, in compagnia di Émile Levier. Del marzo 1871, invece, è il viaggio all'Isola d'Elba in compagnia di Beccari e di Edilio Marcucci, con il quale si recò anche in Sardegna, nel 1872 operò in Abruzzo, Toscana e Liguria mentre al 1873 si data il viaggio naturalistico nelle isole di Lampedusa e Linosa.

Nel 1878, con il raggiungimento di Capo Nord, prende avvio la grande stagione dei viaggi all'estero del Sommier che prosegue nella primavera del 1879, quando, in compagnia del Mantegazza, si spinge fino a Hammerfest, in Lapponia, al fine di studiare il popolo, allora ancora poco conosciuto, che abitava quella regione artica tanto inospitale. Tornato dalla Scandinavia con una considerevole raccolta di campioni botanici e reperti etnografici nonché una grande quantità di dati antropometrici, nel 1880 il Sommier visitò da solo la Siberia occidentale, studiando il bioma della tundra e al contempo raccogliendo una notevole quantità d'informazioni sulle popolazioni locali, ancora poco note persino allo stesso governo russo. Questo viaggio che da Mosca attraverso gli Urali lo portò fino a Tobol'sk e da qui sull'altopiano siberiano fino alla foce del fiume Ob, per poi percorrere le steppe dei Kirghisi toccando le città di Orenburg, Samara e Penza, consentì al Sommier di realizzare un intenso lavoro di esplorazione botanica e di creare un erbario formato da 459 specie diverse. Di notevole spessore scientifico furono anche le osservazioni e le raccolte del Sommier relative a diversi popoli siberiani, quali sirieni, ostiachi e samoiedi.
Nell'inverno del 1884 portò a compimento, in compagnia dell'amico Giovanni Cosimo Cini, la prima ascensione invernale di Capo Nord dopodiché attraversò, in piena stagione fredda, la Lapponia e la Finlandia, dalla costa occidentale al Golfo di Botnia.
Nel 1887, tornato nuovamente in Russia, visitò Astrakan, Baku, Tbilisi, la Crimea e Odessa, avendo poi la possibilità di studiare approfonditamente dal punto di vista etnografico la regione di Perm, abitata da gruppi di ceremissi, vogùli, votiàchi e baskiri.
Al 1890 si data il lungo viaggio di esplorazione che Stefano Sommier compì in compagnia del Levier nelle regioni più remote del Caucaso. Partiti da Batum sul Mar Nero, i due naturalisti giunsero prima a Tbilisi e poi a Kutaisi, da qui, dopo aver attraversato alte montagne, entrarono nella Svanezia e nell’Abcasia per poi raggiungere il Monte Elbrus, i cui fianchi ascesero fino al limite delle nevi perenni a 3.800 metri d'altezza. Nell'itinerario di ritorno il Sommier e il Levier discesero il fiume Kuban, attraversarono la steppa dei Cabardi e dei Cosacchi e infine raggiunsero nuovamente Batum, portando con loro una preziosa raccolta di piante, prelevate in 85 località diverse per un totale di 1.627 specie, fra le quali circa 250 risultarono essere nuove entità tassonomiche per la scienza.
A Stefano Sommier furono affidati importanti ruoli istituzionali nell'ambito delle scienze botaniche, in particolare fu segretario effettivo del Congresso botanico internazionale che si svolse a Firenze nel 1874, fu rappresentante all'estero della Società Geografica Italiana, ebbe incarichi di notevole rilevanza all'interno della Società Italiana di Antropologia ed Etnologia e soprattutto, nel 1888, fu uno dei soci fondatori della Società Botanica Italiana, della cui direzione fece parte per 28 anni, ricoprendo anche il ruolo di presidente dal 1898 al 1902.
Nel 1907, rappresentando la Società Botanica Italiana alle celebrazioni linneane, si vide attribuire la laurea honoris causa in medicina all’Università di Uppsala. Anche nel 1907 fu membro dell'Accademia Cesarea Leopoldina.
Trasferitosi in Svizzera nel 1916 a causa dell'imperversare del primo conflitto mondiale, il Sommier rientrò nella primavera del 1920 a Firenze, dove morì il 3 gennaio 1922.
Tra le specie botaniche scoperte dal Sommier degne di nota sono il Limonium sommierianum dell’Isola del Giglio., la Potentilla sommieri e il Ranunculus sommieri provenienti dal Caucaso.
L'Erbario Sommier, ricco di circa 60 000 campioni provenienti dalle regioni visitate nel corso di venti anni di viaggi, fu donato dagli eredi del botanico al Museo di storia naturale dell'Università di Firenze, come pure le notevoli collezioni etnografiche e fotografiche relative ai popoli artici incontrati e studiati.

## Archivio e fondo personali
Nella sede di Botanica della Biblioteca di Scienze dell’Università di Firenze si conserva l'archivio Stephen Sommier costituito dal carteggio intercorso tra Sommier e cinquecento corrispondenti, un taccuino di note di viaggio in Siberia, manoscritti e appunti di studio che servirono per la redazione di opere quali Un'estate in Siberia, La Flora dell'Arcipelago toscano, Flora melitensis Nova.
Un fondo Sommier, costituito da tre raccoglitori (XXX-XXXII) contenenti complessivamente 286 cartelle con una o più fotografie relative alle popolazioni della Lapponia, del Caucaso e della Siberia, si trova nell’Archivio fotografico del Museo di storia naturale sezione di antropologia ed etnologia dell’Università di Firenze.
Nell'archivio della famiglia Cini-Dazzi a San Marcello Pistoiese è conservato un album fotografico intitolato Iter Rossicum (1887), contenente immagini d'interesse etnografico provenienti dalla regione uralo-siberiana, corredato da didascalie scritte a mano da Sommier e da lui donato all’amico Giovanni Cosimo Cini.

## Opere
- Studii antropologici sui Lapponi, Firenze : coi tipi dell'Arte della stampa, 1880. (con P. Mantegazza).
- Un' estate in Siberia : fra ostiacchi, samoiedi, sirieni, tatari, kirghisi e baskiri, Firenze, Loescher, 1885.
- Prima ascensione invernale al Capo Nord e ritorno attraverso la Lapponia e la Finlandia, in "Bollettino della Società Geografica Italiana", s. 2, 11 (1886), pp. 332-384.
- Osservazioni sui Lapponi e sui Finlandesi settentrionali fatte durante l’inverno 1884-85, in "Archivio per l’etnologia e l’antropologia", 16 (1886), pp. 111-155.
- Ostiacchi e Samoiedi dell’Ob, in "Archivio per l’etnologia e l’antropologia", 17 (1887), pp. 71-222.
- Un viaggio d'inverno in Lapponia : lettere ai miei nipotini, Firenze, G. Barbera, 1887.
- Flora dell’Ob inferiore: studio di geografia botanica, Firenze, Stabilimento di Giuseppe Pellas, 1896.
- L'isola del Giglio e la sua flora, Torino, C. Clausen, 1900 (con notizie geologiche di C. De Stefani).
- Enumeratio plantarum anno 1890 in Caucaso lectarum, additis nonnullis speciebus a H. Lojka, G. Qadde, N. De Seidlitz, et fratr. Brotherus in eadem ditione lectis, Petropoli, Typ. Accad. Imp. Scientiarum ; Florentiae : Typ. Cocchi et Chiti, 1900, DOI:10.5962/bhl.title.9925. (con E. Levier).
- Note volanti sui Karaciai ed alcune misure di Abasá, Kabardini e Abasékh, S.l. : s.n., 1901. Estr. da: Archivio per l'Antropologia e l'Etnologia, 31 (1901).
- Aggiunte alla flora del monte Argentaro e nuove stazioni della Carex grioletii, S.l. : s.n., 1903. Estr. da: Bullettino della Societa botanica italiana, adunanza della sede di Firenze del 14 giugno 1903.
- La flora dell'Arcipelago toscano, Firenze, Stabilimento di Giuseppe Pellas, 1903, Estr. da: Nuovo giornale botanico italiano, n.s., 9 (1902), n. 3 e 10 (1903), n. 2.
- Le isole Pelagie Lampedusa, Linosa, Lampione e la loro flora con un elenco completo delle piante di Pantelleria, Firenze, Stabilimento di Giuseppe Pellas, 1908, DOI:10.5962/bhl.title.9904.
- Flora melitensis Nova, Firenze : Tip. Pellas, Succ. L. Chiti, 1915, DOI:10.5962/bhl.title.9976. (con A. Caruana Gatto).
- Flora dell'Isola di Pantelleria, Firenze : Tip. M. Ricci, 1922, DOI:10.5962/bhl.title.9640.